# Lijst van voetbalinterlands Amerikaans-Samoa - Nieuw-Caledonië (vrouwen)
Deze lijst van voetbalinterlands is een overzicht van alle officiële voetbalinterlands tussen de nationale vrouwenteams van Amerikaans-Samoa en Nieuw-Caledonië. De landen hebben tot nu toe drie keer tegen elkaar gespeeld.

## Wedstrijden
| № | Plaats  | Datum            | Competitie             | Wedstrijd                          | Uitslag |
| - | ------- | ---------------- | ---------------------- | ---------------------------------- | ------- |
| 1 | Nouméa  | 31 augustus 2011 | Vriendschappelijk      | Nieuw-Caledonië − Amerikaans-Samoa | 7 − 0   |
| 2 | Nouméa  | 12 juli 2019     | Vriendschappelijk      | Nieuw-Caledonië − Amerikaans-Samoa | 9 − 0   |
| 3 | Honiara | 20 november 2023 | Pacifische Spelen 2023 | Nieuw-Caledonië − Amerikaans-Samoa | 4 − 0   |

## Samenvatting
| Competitie        | Totaal gespeeld | Winst Amerikaans-Samoa | Gelijk | Winst Nieuw-Caledonië | Doelsaldo Amerikaans-Samoa – Nieuw-Caledonië |
| ----------------- | --------------- | ---------------------- | ------ | --------------------- | -------------------------------------------- |
| Pacifische Spelen | 1               | 0                      | 0      | 1                     | 0 − 4                                        |
| Vriendschappelijk | 2               | 0                      | 0      | 2                     | 0 − 16                                       |
| Totaal            | 3               | 0                      | 0      | 3                     | 0 − 20                                       |